# Sakhob Juraev
Sakhob Juraev (né le 19 janvier 1987 à Jizzakh en RSS d'Ouzbékistan) est un footballeur international ouzbek.

## Biographie
Il commence par jouer avec le FC Bunyodkor en 2008, club où il joue toujours.
Depuis 2008, il joue avec l'équipe d'Ouzbékistan de football et il fait notamment partie de la liste des appelés pour la Coupe d'Asie des nations 2011.